# Landsbygds- och infrastrukturdepartementet
Landsbygds- och infrastrukturdepartementet, förkortat LI,, förr Jordbruksdepartementet, är ett departement i Sveriges regeringskansli som leds av landsbygdsministern, för närvarande Peter Kullgren (KD). På departementet är också  infrastruktur- och bostadsminister Andreas Carlson (KD) placerad.
Landsbygds- och infrastrukturdepartementet ansvarar för frågor som rör landsbygd, livsmedel och areella näringar, regional utveckling, transporter och infrastruktur samt bostäder och samhällsplanering.

## Historia

### Tillkomst
Jordbruksdepartementet bildades 31 mars 1900 för att avlasta Civildepartementets överdrivet stora arbetsbörda, samt för att samordna den svenska jordbrukspolitiken. 
Redan under ståndsriksdagens tid hade funnits förespråkare för en departementsreform i lantbrukets intresse, bland annat i Kungliga Lantbruksakademien. Det var dock under den nya tvåkammarriksdagen som  förslagen fick mer vind under vingarna. Bland annat kom det nya Lantmannapartiet i sitt 1867 utgivna partiprogram med yrkandet på "en minister för jordbruk, handel och allmänna arbeten". Några år därpå kom partiet emellertid fram till att reformen var "mindre nödig".[källa behövs] Frågan drevs under 1860- och 1870-talen av lantmannapolitikerna Emil Key och David Theodor von Schulzenheim, utan framgång.
1880 föreslog greve Erik Sparre i en motion inrättandet av ett departement för jordbruket och övriga näringar. Detta skulle enligt honom uppvägas av att en konsultativ statsrådspost drogs in. Även detta förslag lades till handlingarna utan något positivt beslut. Sparre återkom med förslaget 1881 med samma resultat. 1883 begärde den så kallade Lantbruksriksdagen, efter ett initiativ av Sparre, att regeringen skulle upprätta ett departement för jordbruket och dess binäringar. Lantbruksakademiens förvaltningskommitté som fått petitionen remitterad till sig avstyrkte förslaget. Han kom med sitt krav även 1884, ävenledes denna gång utan framgång.
1884 kom en liknande vädjan från ett möte där landets industriföretagare var församlade. Regeringen beslutade att gå dessa framställningar till mötes. Civilminister Edvard von Krusenstjerna gjorde en framställning inom regeringen där han lade fram sin uppfattning om det tilltänkta departementet. Han föreslog att det nya departementet skulle ta över vissa ärenden från Civildepartementet: jordbruk, handel och industri samt andra landsbygdsnära uppgifter. Regeringen lade fram en proposition om ett nytt departement, men förslaget drogs i långbänk till senhösten 1887. Då röstades förslaget ner i Första kammaren men godtogs av Andra kammaren. Frågan sköts därmed på framtiden.
Genom Lantbruksstyrelsens inrättande 1889-90 blev frågan om ett departement för lantbruksfrågor mindre aktuell. Under 1890-talet kom det fler yrkanden på en departementsreform som skulle ge jordbruket och det övriga näringslivet en mer framskjuten placering inom regeringen. Bland annat uppmanade hushållningssällskapens ombudsmöte, den så kallade Lantbruksriksdagen, genom en motion från den liberale riksdagsmannen greve Carl Carlsson Bonde att ett departement för jordbruket skulle inrättas. Saken drevs i långbänk även denna gång. Bonde återkom med ett liknande förslag under 1896 års riksdag med samma resultat. 
I augusti 1897 kom Sveriges Allmänna Handelsförening med en anhållan till Regeringen om ett departement för jordbruk, industri och handel. Detta vann gillande hos Lantbruksstyrelsen som dock såg mörkt om utsikterna för ett sådant departement. Under 1898 började det dock lossna och efter en hel del riksdagsarbete kom det en proposition under 1899 års riksdag. 
Propositionen kom med förslaget att bland annat ärenden rörande lanthushållningen och fisket skulle lämna Civildepartementet. Bland annat dessa ärenden skulle sammanföras med Finansdepartementets administration gällande statens domänförvaltning för jordbruk och skog samt den statliga jordbruksnäringen. Efter ett långt övervägande av 1900 års riksdag så bifölls regeringspropositionen. Departementet började sitt arbete den 31 mars 1900 med godsägaren och tullvännen Theodor Odelberg som statsråd och chef.
Det nybildade departementet övertog ärende om jordbruk och fiske från Civildepartementet samt domänförvaltningen och den statliga jordbruksnäringen från Finansdepartementet. Fram till den 31 december 1986 behandlade departementet även ärenden rörande sakområden som miljö och naturvård. Från den 1 januari 1987 handläggs dessa ärenden i stället vid Miljödepartementet. Mellan 1995 och 2006 sköttes skogsärendena av Näringsdepartementet.
I samband med regeringsskiftet 2014 meddelades det att Landsbygdsdepartementet skulle läggas ned vid årsskiftet 2014/2015. Därefter flyttade frågorna till Näringsdepartementet och landsbygdsministern blev ett statsråd under detta departement.
I samband med regeringsskiftet 2022 meddelades det att ett Landsbygds- och infrastruktursdepartementet skulle upprättas från och med 1 januari 2023, som specifikt skulle ansvara för frågor om landsbygd, jordbruk, infrastruktur och bostäder.

### Departementsförändringar
- 1969 – Ansvaret rörande lantmäteriet och kartväsendet lämnade departementet till förmån för Civildepartementet.
- 1970 – Domänverket överfördes till Industridepartementet.
- 1987 – Det nya Miljö- och energidepartementet övertog ansvaret för miljö- och naturvården.
- 1991 – Frågorna gällande biobränslen flyttades över till departementet. De hade tidigare sorterat under Näringsdepartementet.
- 1995 a) – Ansvaret för Skogsstyrelsen och Skogsvårdsstyrelserna övergick till Näringsdepartementet.
- 1995 b) – Jordbruksdepartementet övertog jurisdiktionen för Sametinget ifrån Utbildningsdepartementet.
- 2002 – Konsumentfrågorna hamnade på Jordbruksdepartementets bord. De sorterade tidigare under Justitiedepartementet.
- 2006 a) – Ansvaret för skogsärendena återgick till Jordbruksdepartementet. Frågor om skogsindustrin stannade dock kvar på Näringsdepartementet.
- 2006 b) – Konsumentfrågorna lämnade Jordbruksdepartementet. Det nya Integrations- och jämställdhetsdepartementet övertog dessa frågor.
- 2011 – Departementet bytte namn från Jordbruksdepartementet till Landsbygdsdepartementet.
- 2014 – Landsbygdsdepartementet lades ner 31 december.
- 2023 – Ett nytt departementet under namnet Landsbygds- och infrastrukturdepartementet inrättas från den 1 januari 2023.

## Enheter och sekretariat[2]

### Landsbygdsavdelningen
- Enheten för fiske, jakt och rennäring (FJR)
- Enheten för jordbruk och livsmedelsföretagande (JL)
- Enheten för regional utveckling och landsbygdsutveckling (RUL)
- Enheten för djur och livsmedel (DL)
- Enheten för skog, miljö och forskning (SMF)

### Övriga enheter inom departementet
- Enheten för bostäder och byggande (BB)
- Enheten för samhällsplanering (SPN)
- Enheten för utveckling och styrning av transportområdet (US)
- Enheten för transportinfrastruktur och planering (TP)
- Transportmarknadsenheten (TM)

### Sekreteriat
- Expeditionschefssekretariatet (EXPCH)
- Rättssekretariatet (RS)
- Administrativa sekretariatet (ADM)
- Sekretariatet för EU och internationella frågor (EUI)

### Övriga funktioner
- HR
- Kommunikation

## Myndigheter[3]
Följande myndigheter sorterar under Landsbygds- och infrastrukturdepartementet:
- Ansvarsnämnden för djurens hälso- och sjukvård
- Centrala djurförsöksetiska nämnden
- Kungliga Skogs- och Lantbruksakademien
- Livsmedelsverket
- Samefonden
- Skogsstyrelsen
- Statens jordbruksverk
- Statens veterinärmedicinska anstalt
- Sveriges lantbruksuniversitet
- Luftfartsverket
- Sjöfartsverket
- Statens väg- och transportforskningsinstitut
- Trafikanalys
- Trafikverket
- Transportstyrelsen
- Lantmäteriet
- Boverket